# Trophée Larry O'Brien
Le Trophée Larry O'Brien (en anglais : Larry O'Brien Trophy), est un trophée décerné chaque année par la National Basketball Association à l'équipe remportant les Finales NBA. Le nom du trophée était le trophée Walter A. Brown jusqu’en 1984.
La conception actuelle, représentant un ballon de basket au-dessus d’un cerceau et d’un panier, a été attribuée pour la première fois en 1977, toujours sous son nom original, qui a été changé en l’honneur de l’ancien commissaire de la NBA Larry O'Brien qui a exercé de 1975 à 1984.

## Histoire

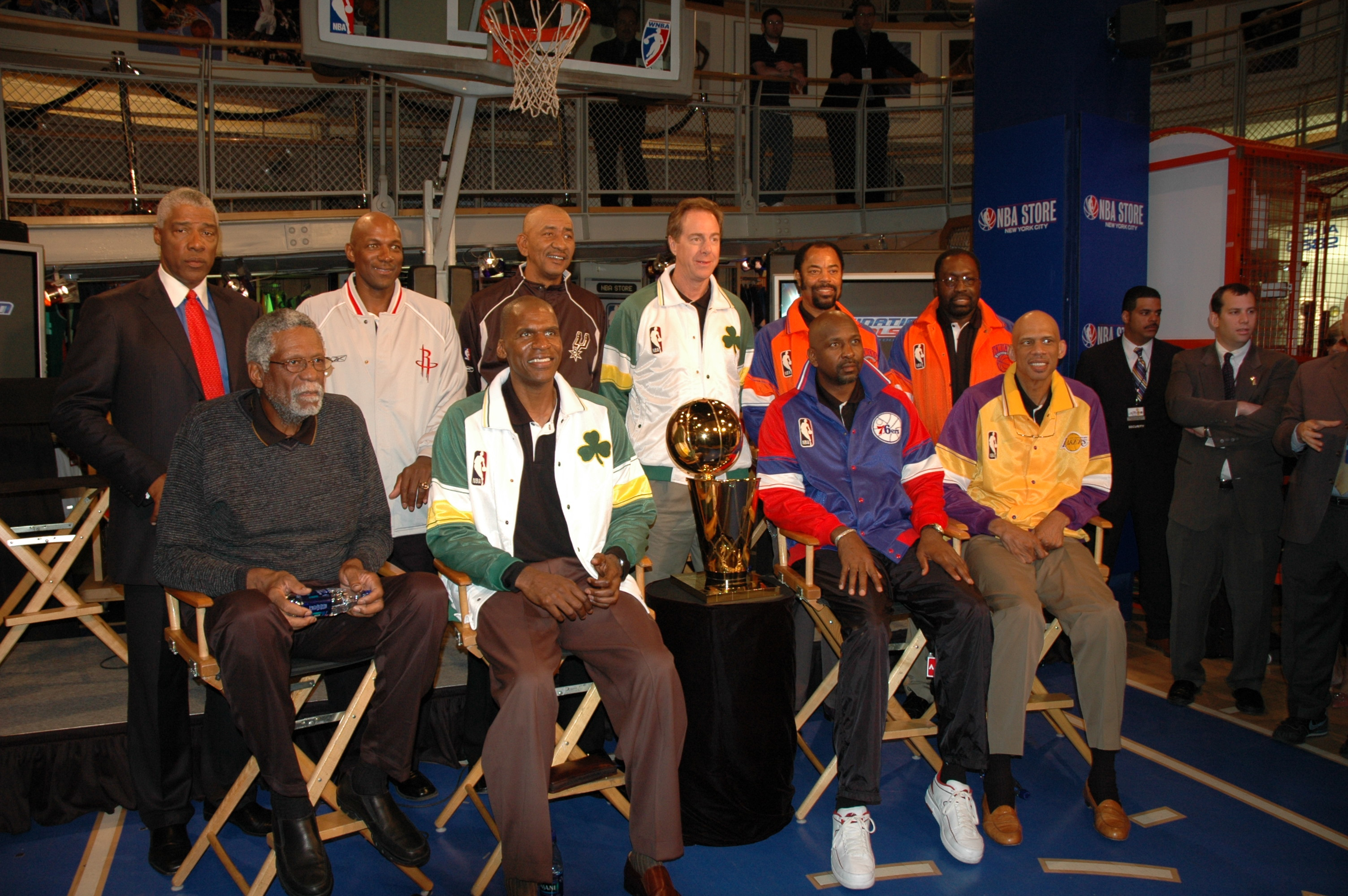
Trophée Larry O'Brien, en 2005

Le nouveau trophée a été créé pour les Finales NBA 1977. Les premiers vainqueurs du trophée sont les Trail Blazers de Portland, qui ont battu 76ers de Philadelphie en six matchs. Contrairement au trophée original, le nouveau trophée est remis en permanence à l’équipe gagnante et un nouveau trophée est créé chaque année, semblable au trophée Vince Lombardi, remis chaque année à l’équipe remportant le Super Bowl de la NFL. Les 76ers en 1983 sont la dernière équipe à remporter le trophée Walter A. Brown.
Le trophée est rebaptisé en 1984 en « Trophée Larry O'Brien » en honneur de Larry O'Brien, homme politique américain. Larry O'Brien fut un commissaire de la NBA influent. Il réussit la fusion avec l'American Basketball Association et fut à l'origine du début de l'explosion des droits diffusion et des retransmissions télévisées aux Etats-Unis. Les Celtics de Boston sont les premiers vainqueurs du trophée fraîchement renommé, battant les Lakers de Los Angeles en sept matchs lors des Finales NBA 1984.

## Description
Le trophée mesure 61cm de hauteur et pèse 7 kilogrammes d’argent sterling et de vermeil avec une superposition de 24 carats d’or. Le trophée est fabriqué par Tiffany & Co. L’équipe remportant le trophée conserve la possession permanente de celui-ci. L’année et les noms des équipes gagnantes sont gravés sur les trophées et sont souvent bien en vue dans la salle de l’équipe gagnante,.
Néanmoins, Après la vente des Rockets de Houston de Leslie Alexander à Tilman Fertitta fin 2017, Alexander a conservé la propriété des trophées des Finales de 1994 et 1995, comme souvenirs de sa propriété. Ainsi, l’équipe a demandé à Tiffany & Co. de créer des répliques des deux trophées Larry O’Brien, qui ont été dévoilés publiquement le 20 septembre 2018.

## Vainqueurs par franchise
Voici la liste des équipes ayant remporté le trophée Larry O'Brien depuis son introduction en 1977, même s'il se nommait encore Walter A. Brown jusqu'en 1984.
| Équipe                    | Trophées | Finales NBA                                                      |
| ------------------------- | -------- | ---------------------------------------------------------------- |
| Lakers de Los Angeles     | 11       | 1980, 1982, 1985, 1987, 1988, 2000, 2001, 2002, 2009, 2010, 2020 |
| Bulls de Chicago          | 6        | 1991, 1992, 1993, 1996, 1997, 1998                               |
| Celtics de Boston         | 5        | 1981, 1984, 1986, 2008, 2024                                     |
| Spurs de San Antonio      | 5        | 1999, 2003, 2005, 2007, 2014                                     |
| Warriors de Golden State  | 4        | 2015, 2017,2018, 2022                                            |
| Pistons de Détroit        | 3        | 1989, 1990, 2004                                                 |
| Heat de Miami             | 3        | 2006, 2012, 2013                                                 |
| Rockets de Houston        | 2        | 1994, 1995                                                       |
| Trail Blazers de Portland | 1        | 1977                                                             |
| Bullets de Washington     | 1        | 1978                                                             |
| SuperSonics de Seattle    | 1        | 1979                                                             |
| 76ers de Philadelphie     | 1        | 1983                                                             |
| Mavericks de Dallas       | 1        | 2011                                                             |
| Cavaliers de Cleveland    | 1        | 2016                                                             |
| Raptors de Toronto        | 1        | 2019                                                             |
| Bucks de Milwaukee        | 1        | 2021                                                             |
| Nuggets de Denver         | 1        | 2023                                                             |